# スルタン・アリー・ケシュトマンド
スルタン・アリー・ケシュトマンド（ペルシア語: سلطان‌علی کشتمند、Sultan Ali Keshtmand、1935年 - ）は、アフガニスタンの政治家。共産政権の首相。

## 経歴
カーブル州チャルデヒ郡出身。ハザーラ人。父は、店のオーナー。カーブルのハビビア貴族学校を卒業し、1956年～1961年、カーブル大学経済学部で学んだ。
- 1961年 - 軍に勤務した後、鉱業・産業省で働く。
- 1965年～1966年 - 反政府デモに参加して逮捕された。
- 1967年～1968年 - 鉱業・産業省経済部長。
- 1968年～1973年 - 他の省庁の官僚
- 1965年と1969年 - 議会に出馬したが落選した。
- 1973年 - 国務から解雇

1965年1月、アフガニスタン人民民主党第1回会議代表となり、同党中央委員会委員に選出された。パルチャム派。1968年～1970年、「パルチャム」紙編集員。党の分裂後、1971年からパルチャム派の執行委員会委員。1977年の党の再統合後、中央委員会政治局員、理論・扇動・宣伝担当委員に選出された。
四月革命後の1978年5月1日、計画相。同年8月、ヌール・ムハンマド・タラキー打倒の陰謀参加の嫌疑で逮捕され、死刑を言い渡されたが、ソ連政府の要請により、終身刑に減刑された。1979年10月7日、懲役15年に更に減刑された。ソ連軍のアフガン侵攻後、1979年12月27日に釈放された。
- 1980年1月10日 - 副大統領、副首相、計画相、党政治局員、革命軍事会議幹部会議員
- 1981年6月11日～1988年 - 首相兼ゴスプラン議長
- 1988年6月22日～1990年6月 - 党中央委員会書記
- 1989年2月19日～1990年5月4日 - 最高国防会議副議長、閣僚会議執行委員会議長（後に首相）
- 1990年5月6日～1991年4月 - 第一副大統領
- 1990年6月 - アフガニスタン人民民主党が祖国党に改名し、同党中央会議執行委員会委員に選出された。
- 1991年4月 - 全ポストから辞任
- 1991年7月16日 - 祖国党から脱党

1990年代初め、イギリスに移住し、政治難民の地位を得た。

## パーソナル
妻カリマ・ケシュトマンドは、アフガニスタン人民民主党員で、全アフガン婦人会議役員。1男3女を有する。
弟のハミド・ケシュトマンドは、1980年代、P.ルムンバ名称民族友好大学で学んだ。
弟のアブドゥッラー・ケシュトマンドは、フランスの大学で学び、1964年から在住。1984年、駐仏代理公使。フランス人女性と結婚。
弟のアサドゥッラー・ケシュトマンド（1949年 -）は、フランスの大学で学んだ。1965年からアフガニスタン人民民主党員。1980年から党中央委員会職員、1982年～1986年、国際課副主任。1986年、駐イラン代理公使。
弟のハサン・アリー・タエブは、1980年から社会労働次官。
妹のジャミーラ・ケシュトマンド（1945年 -）は、1966年にカーブル大学を卒業した。1967年、アフガニスタン労働者革命組織の創設者タヘル・バダフシと結婚。1968年、同組織の中央委員候補。1980年代、全アフガン婦人会議書記を務めた後、駐東ドイツ大使館職員となる。

## 著作
- 「政治的記録と歴史的事件」3巻、イギリス、2003年